# Sąsiedzi (serial komediowy)
Sąsiedzi – spin-off popularnego polskiego serialu komediowego Lokatorzy (1999–2005), produkowany przez TVP3 Gdańsk, emitowany w TVP1 od 12 kwietnia 2003 do 12 kwietnia 2008. Przedstawia on perypetie dwóch rodzin: Bogackich i Cwał-Wiśniewskich. Pierwowzorem był czarno-biały amerykański serial Kocham Lucy (1951−1957).

## Postacie
- Helena Bogacka z d. Zajączkowska (Ewa Szykulska) – jedna z czołowych postaci serialu, kobieta w średnim wieku, żona Stanisława. Ma starszą od siebie siostrę Genę i młodszą – Isię. Jej najlepszą przyjaciółką jest Patrycja Cwał-Wiśniewska – sąsiadka, z którą Helena wpada nieraz w szalone i zaskakujące sytuacje. Bogacka jest osobą bardzo sympatyczną, dobrą, wylewną i serdeczną, ale też gadatiwą.

- Stanisław Bogacki (Marek Siudym) – postać pierwszoplanowa serialu, mężczyzna w średnim wieku, mąż Heleny. Jest oschłym i bardzo skąpym człowiekiem, jednak nie budzi negatywnych emocji. Mimo to ma bardzo dobre serce; szczególną sympatią darzy małego Piotrusia, być może dlatego, że sam nie ma dzieci.
- Patrycja Cwał-Wiśniewska z d. Mikułowska (Małgorzata Lewińska) – czołowa postać serialu, kobieta młoda i energiczna, żona Cezarego, matka Piotrusia i Czarusia. Jej najlepszą przyjaciółką jest Helena Bogacka, nowa sąsiadka. Pati to osoba żywiołowa, sympatyczna i nieco szalona. Realizuje wraz z Heleną swoje zaskakujące pomysły. Za Cezarego wyszła za mąż 8 września 1993 roku.
- Cezary Cwał-Wiśniewski (Michał Milowicz) – postać pierwszoplanowa serialu, młody, przystojny i nieco zadufany mężczyzna, mąż Patrycji i ojciec Piotrusia i Czarusia. Jego prawdziwe imię to Czesław[1]. Gwiazda muzyki latynoskiej i właściciel klubu „Tropicana”.
- Piotr Cwał-Wiśniewski (Julian Kamecki) – starszy syn Patrycji i Cezarego, brat Czarusia. Jest bystry i sprytny, lubi pana Stanisława. Jego ulubione powiedzenie brzmi: Ale numer! i „Cool”
- Cezary Cwał-Wiśniewski Jr (Maksymilian Dziemiańczuk) – młodszy syn Patrycji i Cezarego, brat Piotrusia.

### Postaci drugoplanowe
- Pani Tereska – sąsiadka Wiśniewskich i Bogackich, często opiekuje się Czarusiem i Piotrusiem.
- Anna Makarska z d. Furmanek – sąsiadka Wiśniewskich i Bogackich. Urodziła się w Kraśniku, podobnie jak Helena Bogacka, która chodziła z jej ojcem, Wojciechem Furmankiem, do jednej klasy.
- Wojciech Makarski – mąż Ani Makarskiej, jeszcze przystojniejszy od Cezarego.
- Mateusz Makarski – syn Ani i Wojtka, kolega Piotrusia, jeździ na rowerze.
- Aisha i Wacław Majewscy – sąsiedzi Bogackich i Wiśniewskich. Aisha pochodzi z Ghany, skąd jej mąż przywozi dużo złota.
- Karolina i Wojciech Śliwiakowie – sąsiedzi Bogackich i Wiśniewskich. Karolina jest jedną z najlepszych koleżanek Patrycji. Mają syna Stefanka, którego uważają za znacznie ładniejszego od Czarusia.

## Produkcja
- Reżyseria – Feridun Erol
- Współpraca reżyserska – Ewa Dąbrowska, Rafał Rataj, Faustyna Szebesta, Estera Sytniewska
- Scenariusz – Zbigniew Kamiński
- Realizacja wizji – Stanisław Gliński, Leszek Artemski
- Operator Kamery – Paweł Kimak, Jarosław Gula, Mirosław Bieniek, Marcin Kmiecik, Józef Miszczak
- Scenografia – Anna Brodnicka
- Montaż – Krzysztof Janiszewski, Jan Mironowicz, Adam Kałuski, Marek Kryński
- Dźwięk – Zbigniew Sobieszczański, Paweł Myszkier, Jarosław Czerwiński, Wojciech Bubella
- Światło – Witold Oklek, Stanisław Stencel, Piotr Mazurkiewicz
- Kierownictwo produkcji – Jerzy Szebesta
- Kierownictwo produkcji II – Maja Drzewiecka
- Producent Wykonawczy – Zbigniew Kamiński
- Współpraca producencka – Bob Cousins, Marta Fujak (Fremantle Media)
- Kostiumy – Lucyna Erol, Roman Chruściel, Dariusz Jędrzejak, Beata Mazurczyk
- Rekwizyty – Honorata Kornacka, Dorota Jenek, Mirosław Piłasiewicz
- Opracowanie muzyczne – Anna Widermańska, Małgorzata Przedpełska-Bieniek
- Udzwiękowienie – Filip Różański
- Kierownik budowy dekoracji – Zbigniew Wiśniewski
- Charakteryzacja – Alicja Lewicka, Małgorzata Kossakowska, Izabela Wiśniewska, Dorota Piłat-Jakimczyk, Angelika Forma
- Inżynierowie studia – Adam Majerowski, Andrzej Bylicki, Zdzisław Demkowski
- Obsługa planu – Leszek Rohda, Norbert Groth, Dariusz Hanuszkiewicz, Janusz Kornacki
- Rejestracja zdjęć – Wiesław Myśliwczyk
- Inspicjent – Krzysztof Przyłuski
- Kierownictwo produkcji tv – Danuta Myjkowska, Anna Włodarczyk

- Producent wykonawczy – Rubicon Films
- Produkcja – Telewizja Polska Gdańsk

## Emisja
Serial był emitowany w soboty o godz. 18:00, często pora była zmieniana na godziny 17:35 lub 18:25. Od 8 września 2006 serial zmienił dzień emisji na piątki. Od 6 stycznia 2007 serial wrócił do emisji w soboty. Od 15 września 2007 zmieniono porę emisji na 15:30.

## Spis serii
| N° | Odcinki      | Premiera         | Finał            |
| -- | ------------ | ---------------- | ---------------- |
| 1  | 1-28 (28)    | 12 kwietnia 2003 | 7 lutego 2004    |
| 2  | 29-56 (28)   | 14 lutego 2004   | 15 stycznia 2005 |
| 3  | 57-91 (35)   | 22 stycznia 2005 | 4 marca 2006     |
| 4  | 92-115 (24)  | 11 marca 2006    | 3 lutego 2007    |
| 5  | 116-143 (28) | 10 lutego 2007   | 22 grudnia 2007  |
| 6  | 144-151 (8)  | 9 lutego 2008    | 12 kwietnia 2008 |

## Lista odcinków
| Nr odcinka            | Tytuł odcinka                   | Data emisji | Nr w serii |
| --------------------- | ------------------------------- | ----------- | ---------- |
| SERIA PIERWSZA (2003) |                                 |             |            |
| 1                     | Tresowana foka                  | 12.04.2003  | 1          |
| 2                     | Chora z urojenia                | 19.04.2003  | 2          |
| 3                     | Mania prześladowcza             | 26.04.2003  | 3          |
| 4                     | Dzisiaj premiera                | 03.05.2003  | 4          |
| 5                     | Matki, żony i doktor Halicki    | 10.05.2003  | 5          |
| 6                     | Ciężki kawałek chleba           | 17.05.2003  | 6          |
| 7                     | Gra wyobraźni                   | 24.05.2003  | 7          |
| 8                     | Ukryty talent                   | 31.05.2003  | 8          |
| 9                     | Handlowa żyłka                  | 07.06.2003  | 9          |
| 10                    | Niebezpieczna gra               | 14.06.2003  | 10         |
| 11                    | Zdrada                          | 27.09.2003  | 11         |
| 12                    | Przerwa w małżeństwie           | 04.10.2003  | 12         |
| 13                    | Kompleks niższości              | 11.10.2003  | 13         |
| 14                    | Siła reklamy                    | 18.10.2003  | 14         |
| 15                    | Uwierzmy w cuda                 | 25.10.2003  | 15         |
| 16                    | Wielka wygrana                  | 08.11.2003  | 16         |
| 17                    | Podwójna stawka                 | 15.11.2003  | 17         |
| 18                    | Kulisy demokracji               | 22.11.2003  | 18         |
| 19                    | Za zdrowie księżniczki          | 06.12.2003  | 19         |
| 20                    | Randka w ciemno                 | 13.12.2003  | 20         |
| 21                    | Jak zostać milionerem           | 20.12.2003  | 21         |
| 22                    | Zimowy sen                      | 25.12.2003  | 22         |
| 23                    | Zakład na śmierć i życie        | 27.12.2003  | 23         |
| 24                    | Idealna para                    | 03.01.2004  | 24         |
| 25                    | Iloraz wdzięku                  | 10.01.2004  | 25         |
| 26                    | Sposób na siebie                | 24.01.2004  | 26         |
| 27                    | Pucharowa środa                 | 31.01.2004  | 27         |
| 28                    | Piękna nieznajoma               | 07.02.2004  | 28         |
| SERIA DRUGA (2004)    |                                 |             |            |
| 29                    | Wielka orkiestra samotnych serc | 14.02.2004  | 1          |
| 30                    | Magia kina                      | 21.02.2004  | 2          |
| 31                    | Biznes na boku                  | 06.03.2004  | 3          |
| 32                    | Z wizytą u Wiśniewskich         | 13.03.2004  | 4          |
| 33                    | Szczęśliwa wiadomość            | 27.03.2004  | 5          |
| 34                    | Jaś czy Małgosia                | 03.04.2004  | 6          |
| 35                    | Przebudzony talent              | 10.04.2004  | 7          |
| 36                    | Tajemnice natury                | 17.04.2004  | 8          |
| 37                    | To już!                         | 24.04.2004  | 9          |
| 38                    | Pomoc domowa                    | 08.05.2004  | 10         |
| 39                    | Wiązana transakcja              | 15.05.2004  | 11         |
| 40                    | Narodziny gwiazdy               | 11.09.2004  | 12         |
| 41                    | Równe prawa                     | 18.09.2004  | 13         |
| 42                    | Próba sił                       | 25.09.2004  | 14         |
| 43                    | Ósmy cud świata                 | 02.10.2004  | 15         |
| 44                    | Żyła złota                      | 16.10.2004  | 16         |
| 45                    | Francuski wieczór               | 23.10.2004  | 17         |
| 46                    | Pani X                          | 30.10.2004  | 18         |
| 47                    | Garderoba z przeszłością        | 06.11.2004  | 19         |
| 48                    | Żywe srebro                     | 13.11.2004  | 20         |
| 49                    | Romantyczny wieczór             | 20.11.2004  | 21         |
| 50                    | Zalety pogodnego charakteru     | 27.11.2004  | 22         |
| 51                    | Świadek koronny                 | 04.12.2004  | 23         |
| 52                    | Kulturalny wieczór              | 11.12.2004  | 24         |
| 53                    | Strzała amora                   | 18.12.2004  | 25         |
| 54                    | Rewia noworoczna                | 01.01.2005  | 26         |
| 55                    | We własnych sidłach             | 08.01.2005  | 27         |
| 56                    | Koncert noworoczny              | 15.01.2005  | 28         |
| SERIA TRZECIA (2005)  |                                 |             |            |
| 57                    | Chwyt reklamowy                 | 22.01.2005  | 1          |
| 58                    | Szósty zmysł                    | 29.01.2005  | 2          |
| 59                    | Orkiestra żeńska                | 05.02.2005  | 3          |
| 60                    | Igranie z ogniem                | 12.02.2005  | 4          |
| 61                    | Kłopoty z językiem              | 19.02.2005  | 5          |
| 62                    | Próbne zdjęcia                  | 26.02.2005  | 6          |
| 63                    | Debiut literacki                | 19.03.2005  | 7          |
| 64                    | Podwójny seans                  | 26.03.2005  | 8          |
| 65                    | Ich czworo                      | 16.04.2005  | 9          |
| 66                    | Szczęśliwa dziesiątka           | 23.04.2005  | 10         |
| 67                    | Dobra sąsiadka                  | 30.04.2005  | 11         |
| 68                    | Głupi pomysł                    | 07.05.2005  | 12         |
| 69                    | Ostatni krzyk mody              | 14.05.2005  | 13         |
| 70                    | Wielka szansa                   | 21.05.2005  | 14         |
| 71                    | Dobrzy sąsiedzi                 | 10.09.2005  | 15         |
| 72                    | Gwiazda na żywo                 | 17.09.2005  | 16         |
| 73                    | Przeprawa przez morze (Część 1) | 24.09.2005  | 17         |
| 74                    | Przeprawa przez morze (Część 2) | 01.10.2005  | 18         |
| 75                    | Polowanie na lisa               | 08.10.2005  | 19         |
| 76                    | Fortuna kołem się toczy         | 15.10.2005  | 20         |
| 77                    | Podróż do Grecji (Część 1)      | 22.10.2005  | 21         |
| 78                    | Podróż do Grecji (Część 2)      | 29.10.2005  | 22         |
| 79                    | Dzień z życia gwiazdy           | 05.11.2005  | 23         |
| 80                    | Mężczyzna bez alibi             | 12.11.2005  | 24         |
| 81                    | W roli agenta                   | 19.11.2005  | 25         |
| 82                    | Nowi sąsiedzi (Część 1)         | 26.11.2005  | 26         |
| 83                    | Nowi sąsiedzi (Część 2)         | 03.12.2005  | 27         |
| 84                    | Wieczór w operze                | 10.12.2005  | 28         |
| 85                    | Głupi ma szczęście              | 17.12.2005  | 29         |
| 86                    | Życie jest piękne!              | 24.12.2005  | 30         |
| 87                    | Serce matki                     | 07.01.2006  | 31         |
| 88                    | I tak źle, i tak niedobrze      | 14.01.2006  | 32         |
| 89                    | Debiut filmowy                  | 21.01.2006  | 33         |
| 90                    | Lekka robota                    | 04.02.2006  | 34         |
| 91                    | Autograf mistrza                | 04.03.2006  | 35         |
| SERIA CZWARTA (2006)  |                                 |             |            |
| 92                    | We własnej osobie               | 11.03.2006  | 1          |
| 93                    | Gwiazda wieczoru                | 25.03.2006  | 2          |
| 94                    | Święta na świeżym powietrzu     | 01.04.2006  | 3          |
| 95                    | Urodzony detektyw               | 22.04.2006  | 4          |
| 96                    | Daleki krewny (Część 1)         | 29.04.2006  | 5          |
| 97                    | Daleki krewny (Część 2)         | 06.05.2006  | 6          |
| 98                    | Wrodzony talent                 | 13.05.2006  | 7          |
| 99                    | Spełnione marzenia              | 20.05.2006  | 8          |
| 100                   | Telepatia                       | 08.09.2006  | 9          |
| 101                   | Najmądrzejsza para              | 22.09.2006  | 10         |
| 102                   | Szatański plan                  | 29.09.2006  | 11         |
| 103                   | Przygoda w Hoszczówce           | 06.10.2006  | 12         |
| 104                   | Golf z gwiazdami                | 20.10.2006  | 13         |
| 105                   | Katastrofa towarzyska           | 27.10.2006  | 14         |
| 106                   | Kury w salonie (Część 1)        | 03.11.2006  | 15         |
| 107                   | Kury w salonie (Część 2)        | 10.11.2006  | 16         |
| 108                   | Pamiątka z betonu (Część 1)     | 17.11.2006  | 17         |
| 109                   | Pamiątka z betonu (Część 2)     | 08.12.2006  | 18         |
| 110                   | Ofiary szlachetności            | 15.12.2006  | 19         |
| 111                   | Spotkanie z Szekspirem          | 22.12.2006  | 20         |
| 112                   | Program noworoczny              | 29.12.2006  | 21         |
| 113                   | Sposób na tremę                 | 06.01.2007  | 22         |
| 114                   | Smak pieniędzy                  | 27.01.2007  | 23         |
| 115                   | Niespodziewany gość             | 03.02.2007  | 24         |
| SERIA PIĄTA (2007)    |                                 |             |            |
| 116                   | Dobra żona                      | 10.02.2007  | 1          |
| 117                   | Patrycja i Superman             | 17.02.2007  | 2          |
| 118                   | Cena przyjaźni                  | 24.02.2007  | 3          |
| 119                   | Główna wygrana                  | 03.03.2007  | 4          |
| 120                   | Głupi zwyczaj                   | 10.03.2007  | 5          |
| 121                   | Znajoma matki                   | 17.03.2007  | 6          |
| 122                   | Ukryte cierpienia               | 31.03.2007  | 7          |
| 123                   | Tulipany na pokaz               | 13.04.2007  | 8          |
| 124                   | Tajemnicza historia             | 14.04.2007  | 9          |
| 125                   | Na wariackich papierach         | 21.04.2007  | 10         |
| 126                   | W rękach fachowca               | 28.04.2007  | 11         |
| 127                   | Niewiniątka                     | 05.05.2007  | 12         |
| 128                   | Szczęśliwej drogi!              | 12.05.2007  | 13         |
| 129                   | Gdzie diabeł mówi dobranoc      | 19.05.2007  | 14         |
| 130                   | Każdy ma swoje pięć minut       | 26.05.2007  | 15         |
| 131                   | Ach, Londyn!                    | 22.09.2007  | 16         |
| 132                   | Wieczór hiszpański              | 29.09.2007  | 17         |
| 133                   | Kłopoty z pamięcią              | 13.10.2007  | 18         |
| 134                   | Ach, Paryż!                     | 15.09.2007  | 19         |
| 135                   | Nowe brzmienie                  | 20.10.2007  | 20         |
| 136                   | Twarzą w twarz z gwiazdą        | 27.10.2007  | 21         |
| 137                   | Mądre posunięcie                | 03.11.2007  | 22         |
| 138                   | Zalety małżeństwa               | 10.11.2007  | 23         |
| 139                   | Niech żyje miłość               | 17.11.2007  | 24         |
| 140                   | Futro z norek                   | 24.11.2007  | 25         |
| 141                   | Pomysłowa dziewczyna            | 01.12.2007  | 26         |
| 142                   | Straszna noc                    | 15.12.2007  | 27         |
| 143                   | Jak za dawnych lat              | 22.12.2007  | 28         |
| SERIA SZÓSTA (2008)   |                                 |             |            |
| 144                   | Igranie z ogniem                | 09.02.2008  | 1          |
| 145                   | Indiański wieczór               | 16.02.2008  | 2          |
| 146                   | Pozory mylą                     | 23.02.2008  | 3          |
| 147                   | Przewrotność losu               | 01.03.2008  | 4          |
| 148                   | Syrenka Warszawska              | 08.03.2008  | 5          |
| 149                   | Biznesowa zagrywka              | 15.03.2008  | 6          |
| 150                   | Przysługa za przysługę          | 24.03.2008  | 7          |
| 151                   | Przyjaźń na zawsze              | 12.04.2008  | 8          |